# Live... Gathered In Their Masses
Live... Gathered In Their Masses es el séptimo álbum en directo de la banda británica de metal Black Sabbath. Fue grabado durante la gira de promoción del álbum de 2013, "13".
El DVD fue grabado en el concierto realizado en la ciudad de Melbourne, Australia, el 29 de abril y el 1 de mayo de 2013, respectivamente. Más adelante el álbum fue relanzado en las ediciones CD+DVD, Blu-Ray y Deluxe Box Set.
Además de incluir clásicos de la banda en su primera etapa con Ozzy Osbourne (1970-1978), también incluye material nuevo del álbum "13", como las canciones "God is Dead?", "End of the Beginning", "Loner" y "Methademic".

## Créditos
- Ozzy Osbourne - voz
- Geezer Butler - bajo
- Tony Iommi - guitarra

### Músicos invitados
- Tommy Clufetos - batería
- Adam Wakeman - teclados

## Lista de canciones
Todas las canciones escritas y compuestas por Geezer Butler, Tony Iommi, Ozzy Osbourne y Bill Ward, excepto donde se indica. 
| DVD/Blu-ray |                                                  |          |  |
| N.º         | Título                                           | Duración |  |
| 1.          | «War Pigs»                                       | 8:33     |  |
| 2.          | «Into the Void»                                  | 6:46     |  |
| 3.          | «Loner» (Butler, Iommi, Osbourne)                | 5:58     |  |
| 4.          | «Snowblind»                                      | 7:14     |  |
| 5.          | «Black Sabbath»                                  | 7:44     |  |
| 6.          | «Behind the Wall of Sleep»                       | 3:32     |  |
| 7.          | «N.I.B.»                                         | 6:19     |  |
| 8.          | «Methademic»                                     | 5:21     |  |
| 9.          | «Fairies Wear Boots»                             | 6:34     |  |
| 10.         | «Symptom of the Universe»                        | 7:52     |  |
| 11.         | «Iron Man»                                       | 7:41     |  |
| 12.         | «End of the Beginning» (Butler, Iommi, Osbourne) | 8:36     |  |
| 13.         | «Children of the Grave»                          | 6:29     |  |
| 14.         | «God Is Dead?» (Butler, Iommi, Osbourne)         | 8:52     |  |
| 15.         | «Sabbath Bloody Sabbath/Paranoid»                | 7:02     |  |
| 107:59      |                                                  |          |  |

| CD    |                                               |          |  |
| N.º   | Título                                        | Duración |  |
| 1.    | «"War Pigs"»                                  | 8:12     |  |
| 2.    | «"Loner"»                                     | 4:58     |  |
| 3.    | «"Black Sabbath"»                             | 7:56     |  |
| 4.    | «"Methademic"»                                | 5:15     |  |
| 5.    | «"N.I.B."»                                    | 6:11     |  |
| 6.    | «"Iron Man"»                                  | 7:35     |  |
| 7.    | «"End of the Beginning"»                      | 8:09     |  |
| 8.    | «"Fairies Wear Boots"»                        | 6:59     |  |
| 9.    | «"God Is Dead?"»                              | 9:00     |  |
| 10.   | «"Sabbath Bloody Sabbath (Intro) / Paranoid"» | 5:04     |  |
| 69:11 |                                               |          |  |

| Deluxe Box Set Bonus DVD/Blu-ray |                                |          |  |
| N.º                              | Título                         | Duración |  |
| 1.                               | «Under the Sun»                | 4:28     |  |
| 2.                               | «Dirty Women»                  | 7:19     |  |
| 3.                               | «Electric Funeral»             | 5:27     |  |
| 4.                               | «Interview with Black Sabbath» | 15:10    |  |
| 5.                               | «Showday - Behind the Scenes»  | 8:31     |  |
| 40:24                            |                                |          |  |